# Frederik Holst (fotbollsspelare)
Frederik Holst, född den 24 september 1994, är en dansk fotbollsspelare som spelar som mittfältare för färöiska 07 Vestur.

## Karriär
I augusti 2017 skrev Holst på ett treårskontrakt med Sparta Rotterdam.
I augusti 2018 värvades Holst av IF Elfsborg, där han skrev på ett treårskontrakt. I december 2020 förlängde Holst sitt kontrakt med tre år. I januari 2022 kom Holst överens med Elfsborg om att bryta sitt kontrakt.
I februari 2022 skrev Holst på för norska Lilleström SK, där han skrev på ett treårskontrakt. Han spelade 16 matcher för klubben under säsongen 2022, men kom därefter överens om att bryta kontraktet. 
I februari 2023 skrev Holst på ett ettårskontrakt med Helsingborgs IF. I augusti 2023 skrev han på för rumänska UTA Arad. I december 2023 bröt Holst sitt kontrakt med klubben. I mars 2024 skrev han på för färöiska 07 Vestur.